# Triton (Schiff, 1996)
Die Triton ist ein Tonnenleger der Bundesrepublik Deutschland.

## Geschichte
Das von der Fachstelle Maschinenwesen Nord in Auftrag gegebene Schiff wurde 1996/1997 gebaut. Der Kasko wurde unter der Baunummer 100/1 auf der Werft Remontowa im polnischen Danzig gebaut. Die Kiellegung fand am 28. Juni, der Stapellauf am 14. August 1996 statt. Die Ausrüstung des Schiffes erfolgte unter der Baunummer 517 auf der Scheepswerf Maaskant im niederländischen Stellendam. Die Fertigstellung des Schiffes erfolgte im Juni 1997. Namensgeber ist der Gott des Meeres aus der griechischen Mythologie.

## Einsatz
Das vom Wasserstraßen- und Schifffahrtsamt Elbe-Nordsee eingesetzte Schiff wurde 1997 in Dienst gestellt. Es ersetzte den 1960 auf der Jadewerft in Wilhelmshaven gebauten Tonnenleger Barsemeister Brehme. Zu den Hauptaufgaben des Schiffes gehört das Auslegen, Einholen und die Kontrolle von Seezeichen im Amtsbereich des Wasserstraßen- und Schifffahrtsamtes vor der schleswig-holsteinischen Westküste und auf der Unterelbe bis Wedel. Das Schiff kann auch für Verkehrssicherungsaufgaben, zur Bergung von Hindernissen und als Hilfsschiff bei Havarien eingesetzt werden.

## Technische Daten und Ausstattung
Angetrieben wird das Schiff von einem Achtzylinder-Viertakt-Dieselmotor des Herstellers MTU Friedrichshafen (Typ: 8 V 396) mit einer Leistung von 740 kW. Der Motor wirkt über ein Getriebe auf einen Festpropeller, der mit einer Kortdüse ausgestattet ist. Es erreicht damit eine Geschwindigkeit von bis zu 12 kn.
Für die Stromversorgung stehen drei Generatoren mit Scheinleistungen von 535 kVA, 200 kVA und 90 kVA zur Verfügung. Im Bug des Schiffes befindet sich eine als Wasserstrahlantrieb ausgelegte Querstrahlsteueranlage.
Das Schiff verfügt über ein offenes Arbeitsdeck vor dem achtern angeordneten Decksaufbau. Für das Aussetzen und Einholen von schwimmenden Seezeichen steht hier ein Hydraulikkran mit einer Kapazität von 9 t bei einer Ausladung von 7 m zur Verfügung.